# 古藺県
古藺県（こりん-けん）は中華人民共和国四川省瀘州市に位置する県。

## 地理
長江右岸に合流する赤水河やその支流である古藺河が流れる。

## 行政区画
- 鎮:古藺鎮、竜山鎮、永楽鎮、太平鎮、二郎鎮、大村鎮、石宝鎮、丹桂鎮、水口鎮、観文鎮、双沙鎮、徳耀鎮、護家鎮、石屏鎮、土城鎮、皇華鎮、魚化鎮、東新鎮、椒園鎮、馬蹄鎮
- 郷:白泥郷、桂花郷、黄荊郷
- 民族郷:馬嘶ミャオ族郷、箭竹ミャオ族郷、大寨ミャオ族郷

## 交通
道路
高速道路
- 叙古高速道路（中国語版）

省道
- 309省道

県道
- 014号県道
- 015号県道

## 健康・医療・衛生
- 古藺県人民医院
- 古藺県中医院